# 士林慈諴宮
25°05′22″N 121°31′28″E / 25.08954°N 121.5245°E
士林慈諴宮，又稱士林媽祖廟，舊稱芝蘭街天后宮:24，位於臺灣臺北市士林區大南路士林夜市內，主祀天上聖母，是一座採兩殿、兩廊、兩護龍平面配置的廟宇，也是臺北市的直轄市定古蹟。
慈諴宮的歷史可追溯到清嘉慶元年（1796年），而位在「新街」的慈諴宮的與「舊街神農宮」、芝山巖惠濟宮為士林地區的三大古廟:31。慈諴宮的組織型態為管理委員會制，祭典日期則是每年農曆之三月廿三。
慈諴宮為台北市唯一於正前方保有三座精緻戲台的廟宇建築，廟前的青石地舖綿延至戲台下，顯示出該廟原來的恢宏氣度。

## 沿革
慈諴宮肇建於清治時期嘉慶元年（1796年），當時舊址是在今天的文林路731號附近，同治三年（1864年）才在今址重建:25。乾隆年間士林漳州人的信仰中心是供奉開漳聖王的芝山巖惠濟宮，後來因為惠濟宮離市街較遠，嘉慶元年（1796年）業戶何錦堂捐地建「芝蘭街天后宮」（即慈諴宮），成為士林漳州人的媽祖信仰中心:31。然而在咸豐年間的漳泉械鬥中，芝蘭街（舊街）遭到焚燬；日後該廟異地重建，並更名為慈諴宮，成為新街的重要中心:31。
日治時期的慈諴宮有部分空間曾被借作他用，例如在1898年時，慈諴宮東側一棟曾作為臺北辨務署士林支署的辦公室:39；此外在芝蘭一堡第一區區長陳景南等人出資下，也曾借用慈諴宮的一部份作為八芝蘭公學校的分教場:38。該分教場從1904年4月啟用後，運作到1904年12月八芝蘭公學校遷到今天士林國小的位置為止:38。分教場停用後，又改為區役場的聯合壯丁事務所:39。1921年「士林信用組合」創立時，也曾以慈諴宮的西廂作為辦公室:41。
福建學政孫詒經於光緒五年(1879年)書匾額「寰海鏡清」 贈與本宮。

## 建築
慈諴宮興建年代久遠，雖興修多次，留有多處古意。例如：宮內內殿木結構部份具有對場作，建廟之初延請兩派大陸工匠，互為競爭，因此精巧的木雕工藝是參訪時可以留意的特點。
另外，其宮內前殿為五開間的建築樣式結構，符合主神帝后級的神格，四面牆面有多處雕刻，其石刻工法相當精美，多數為日治時期重修時所安置，可從落款年代為昭和得知，惟多數被人以水泥塗去，造成政治力侵害文化的遺痕（現在多已復舊）。
近年由於社會經濟水準提昇，寺廟管理當局引進不少政治人物的碑刻牌匾，並增設不少石雕裝飾，使得廟前空間顯得侷促繁雜，加上位於士林夜市內，被周圍非法攤販包圍，漸漸失去大廟的恢宏格局。

## 神祇

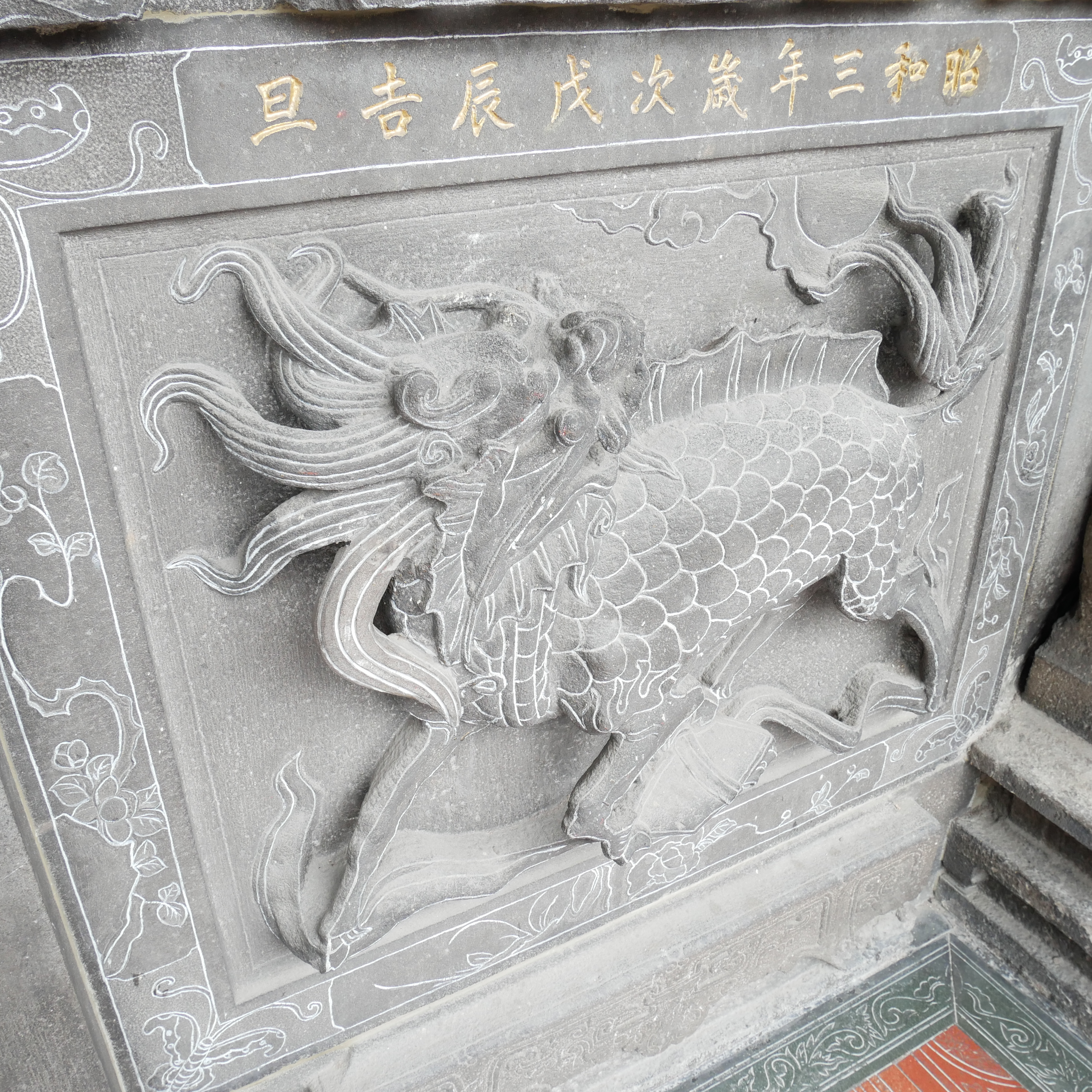
三川殿裙堵麒麟浮雕

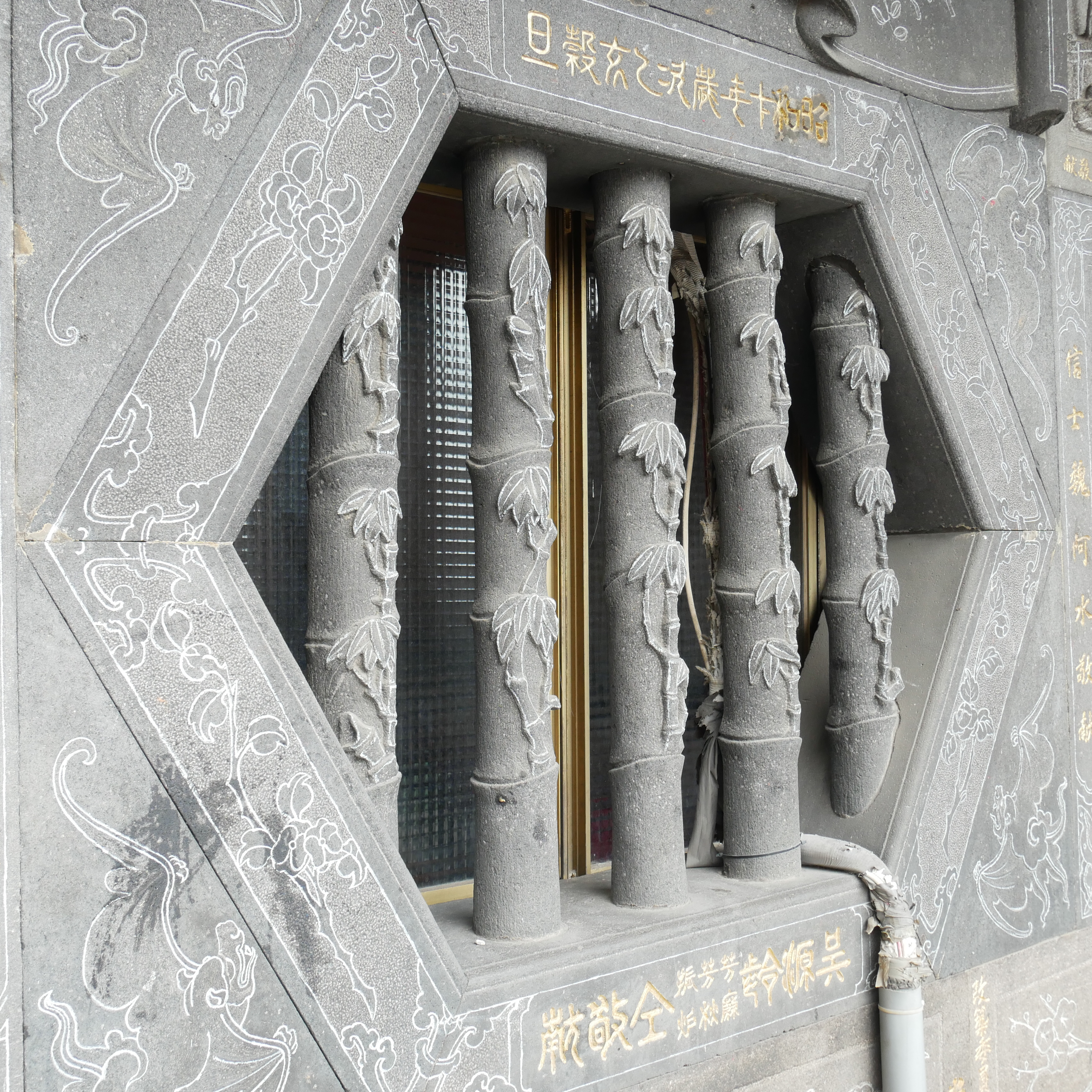
右次間竹節窗

- 正殿：(左側)太上老君、(中央)天上聖母、中壇元帥、虎爺、(右側)註生娘娘
- 左方：
  - 左前方之張府天師：孚佑帝君、張府天師、五谷先帝
  - 左中方之文衡帝君：文財神、關聖帝君、武財神
  - 左中次方：觀音菩薩
  - 左後方：城隍爺和土地公
- 右方：
  - 右前方之玄天上帝：玄天上帝、開漳聖王
  - 右中方之廣澤尊王：文昌帝君、廣澤尊王、魁星爺
  - 右中次方：太歲星君
  - 右後方：地藏王菩薩

## 重要文化財
- 黃龜理 : 正殿其左右護龍神龕，由黃龜理於1970年所雕刻。
- 陳天乞 : 正殿通往過水廊的彎拱門上之交趾陶: 龍邊《白蛇傳》之〈水淹金山寺〉，虎邊《封神演義》之〈九曲黃河陣〉，出自於陳天乞之手，製作於昭和五年(1930年)。[2]
- 陳玉峰 : 三川殿門神為臺南名師陳玉峰1960年繪製的。[3]

## 圖片集

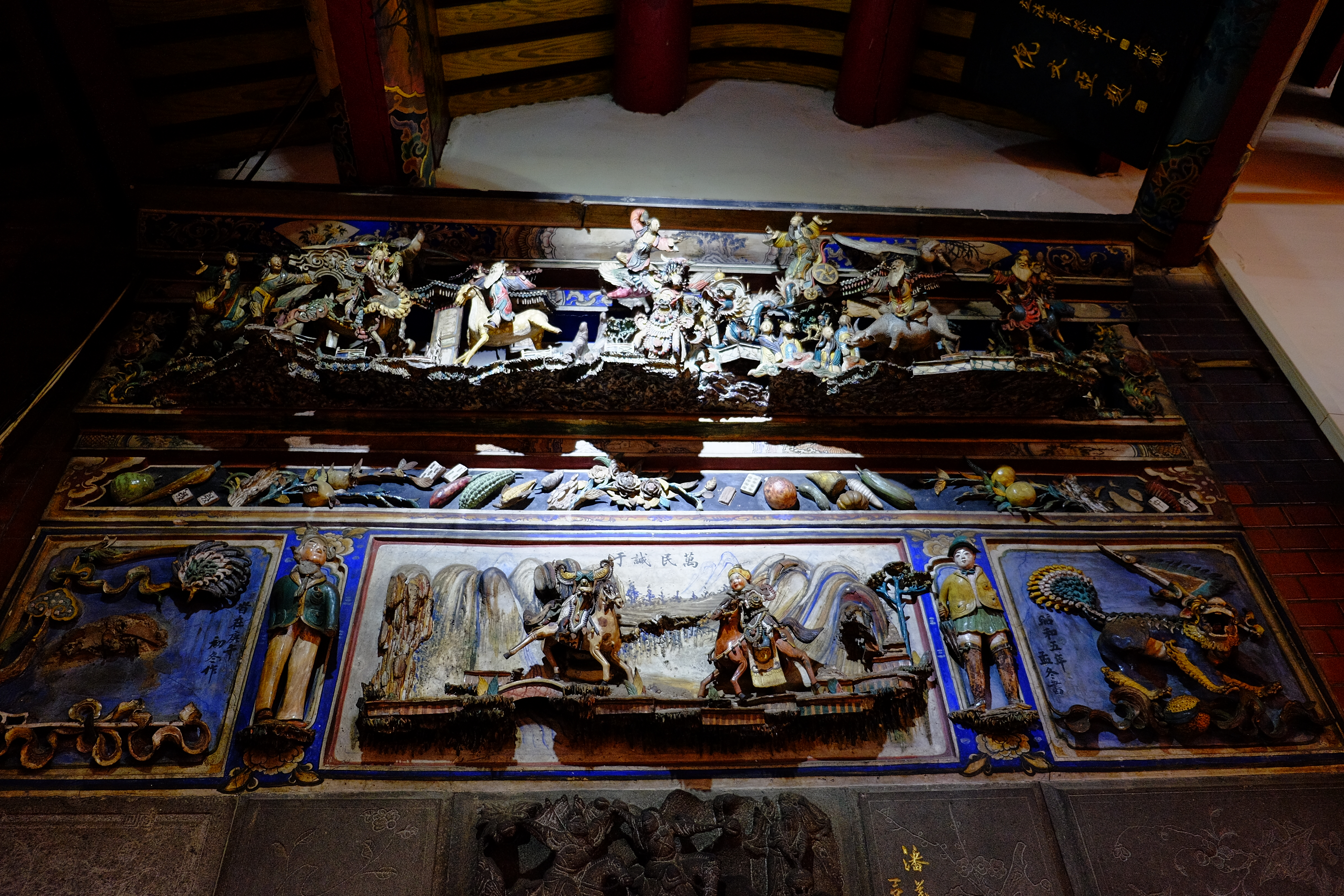
彎拱門虎邊《封神演義》之〈九曲黃河陣〉(1930年)
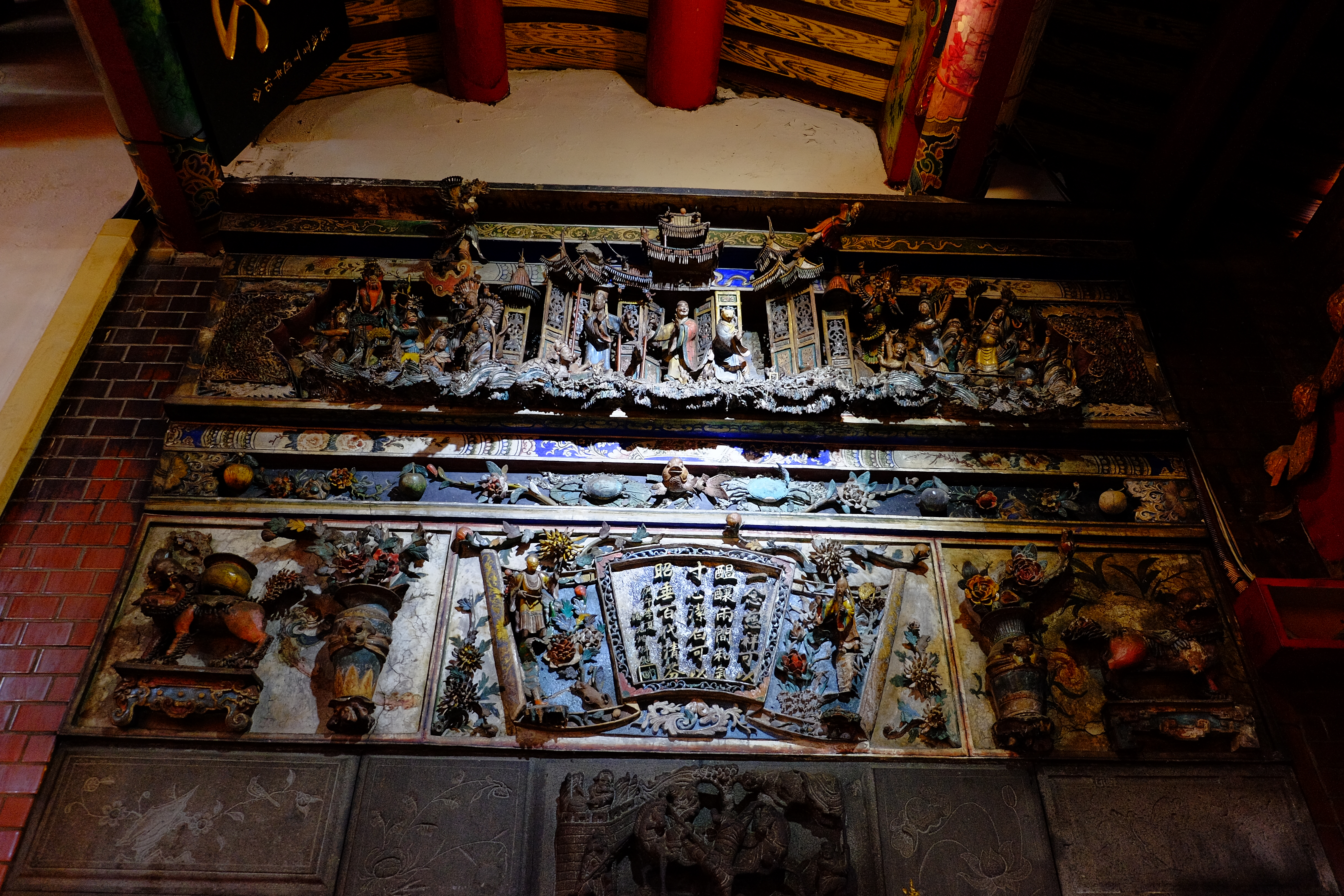
彎拱門龍邊《白蛇傳》之〈水淹金山寺〉(1930年)
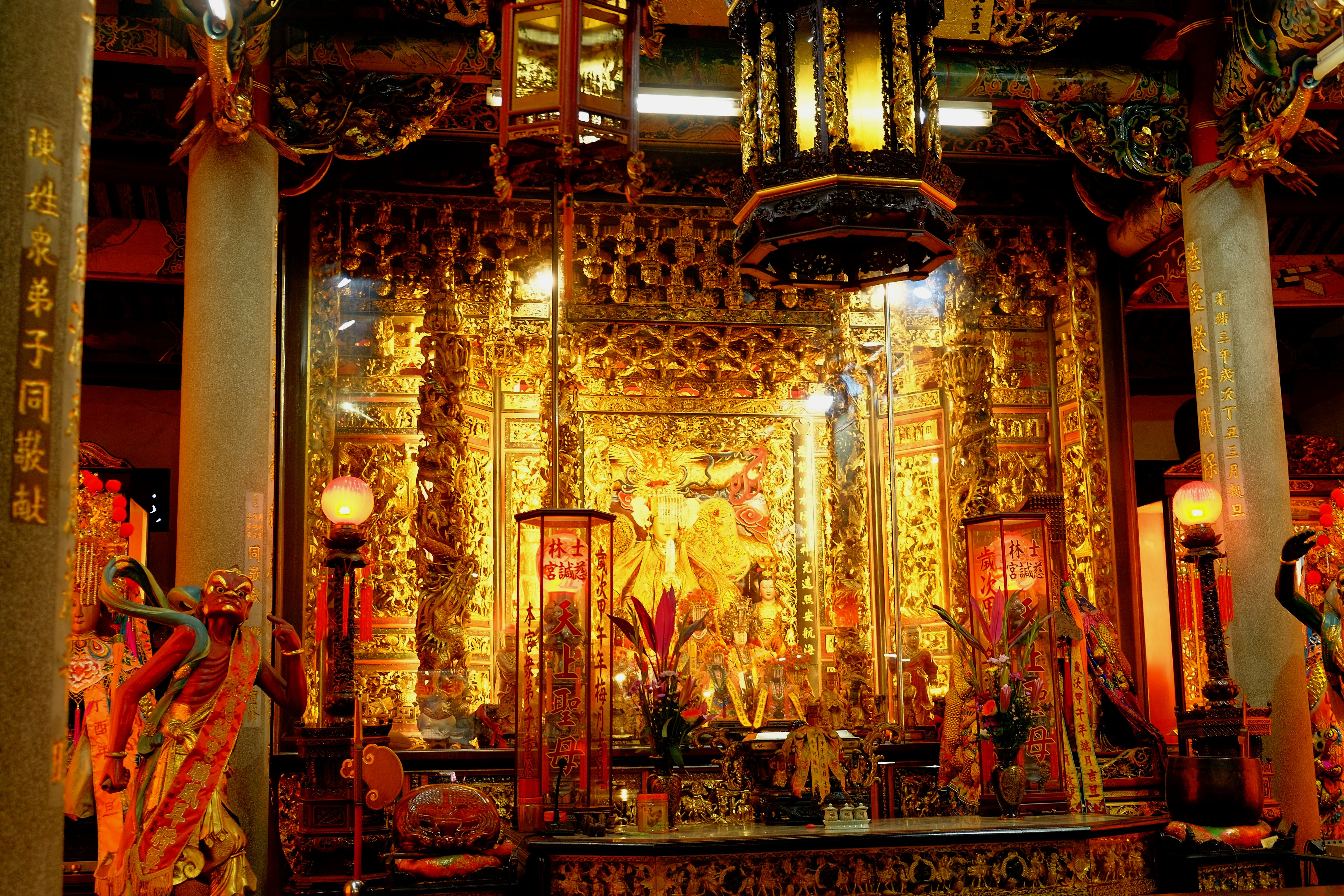
大殿神龕-黃龜理所雕(1970年)
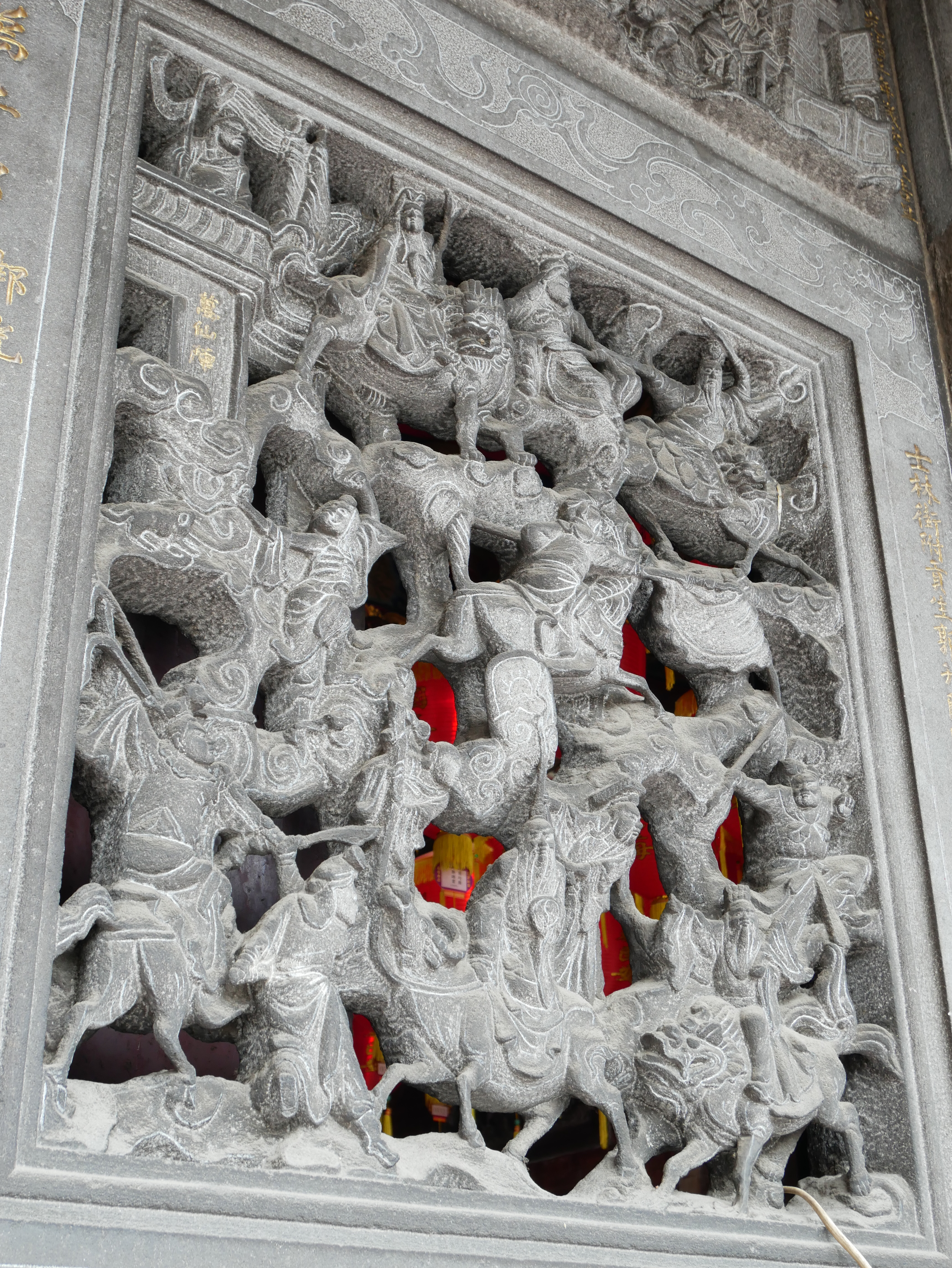
三川殿牌樓龍邊窗櫺三教大會萬仙陣
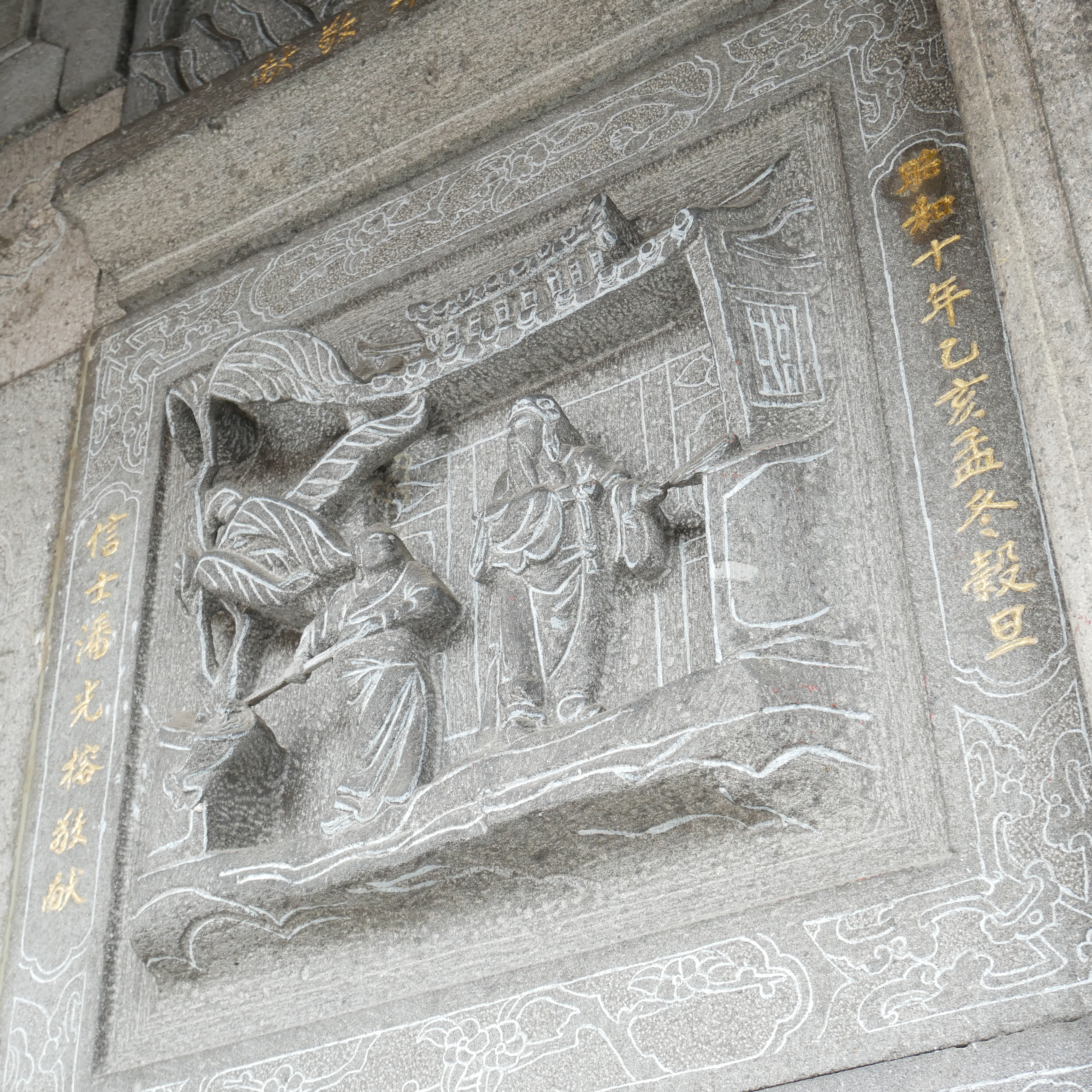
右次間石雕
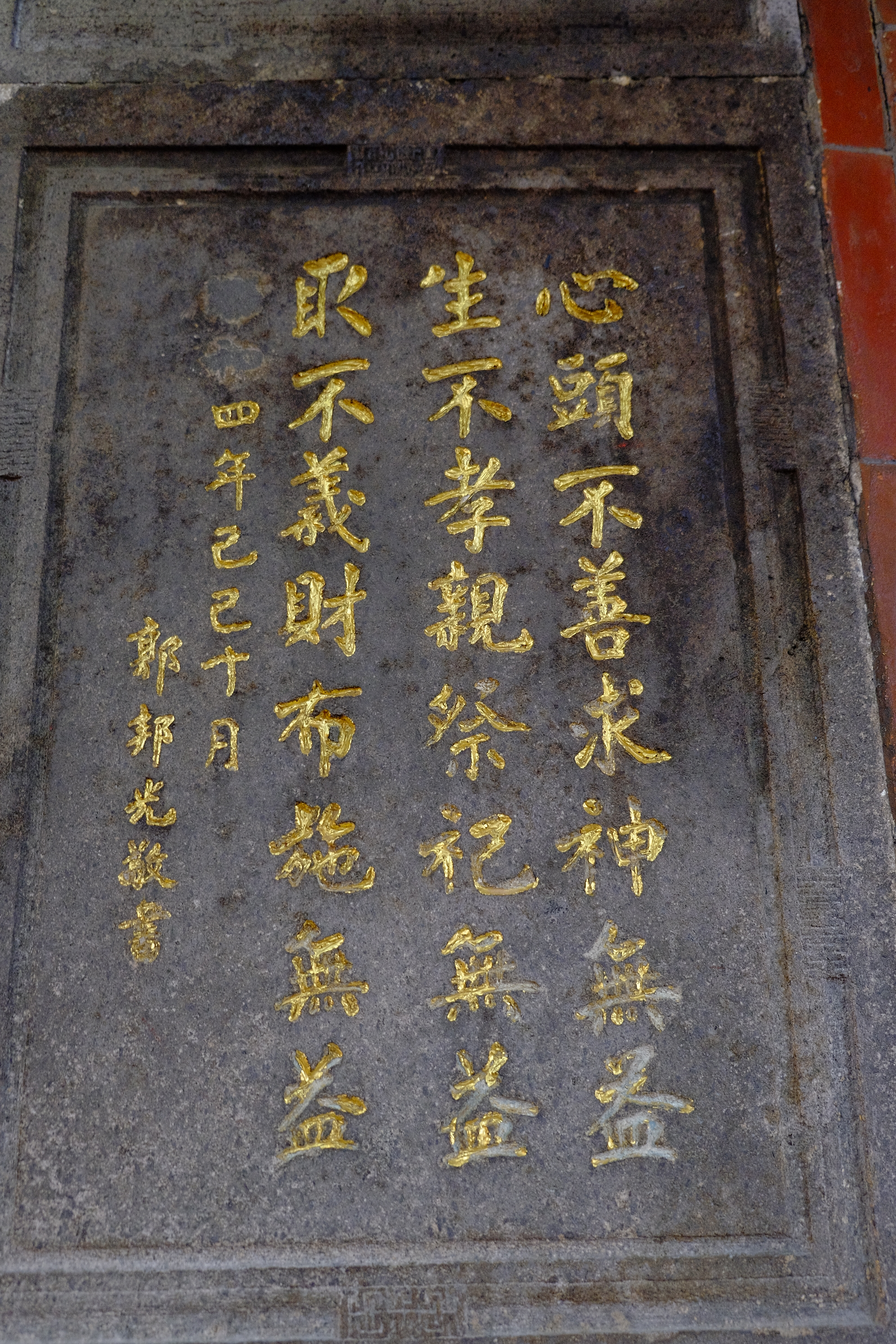
郭邦光心不善求神無益
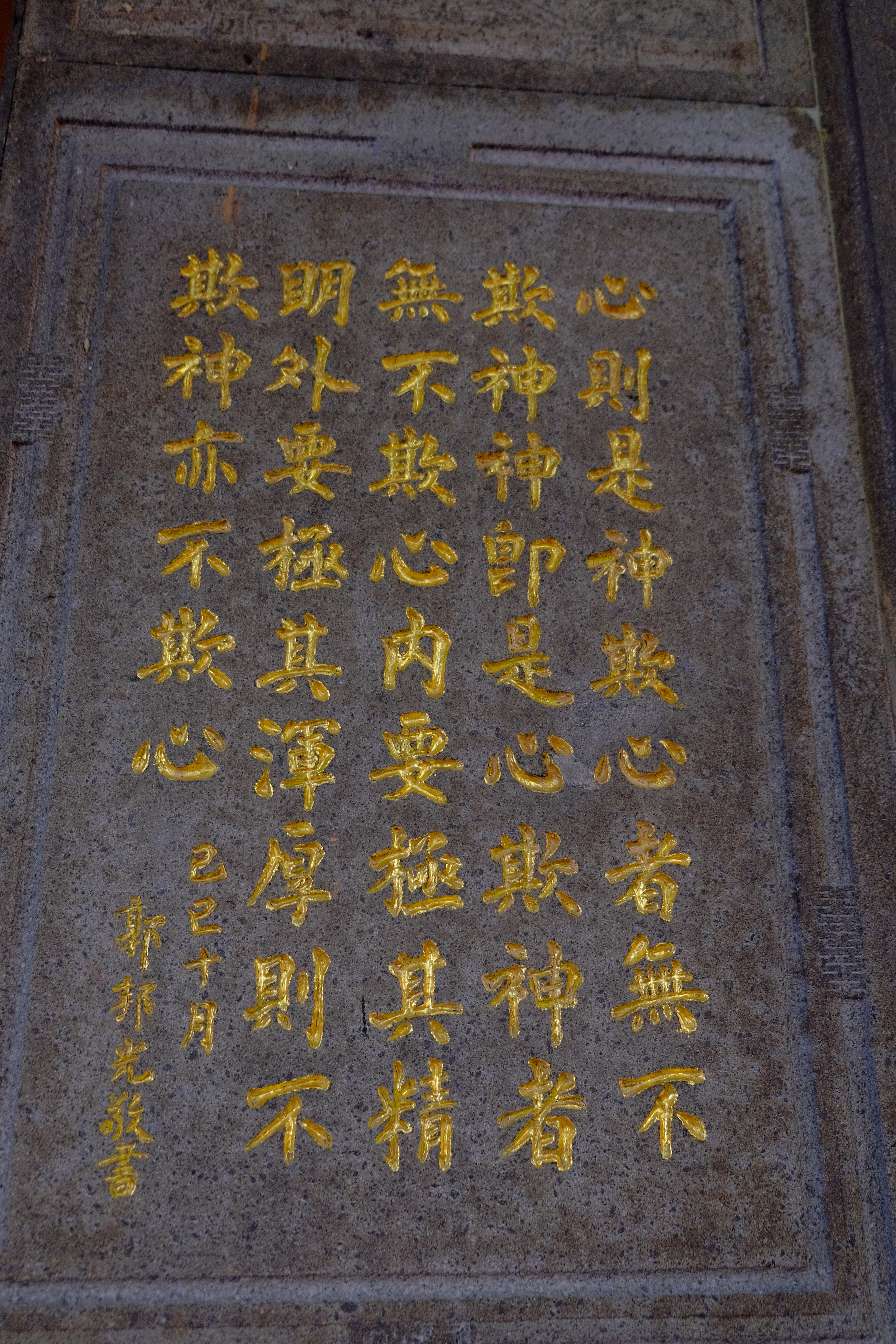
郭邦光心心即是神
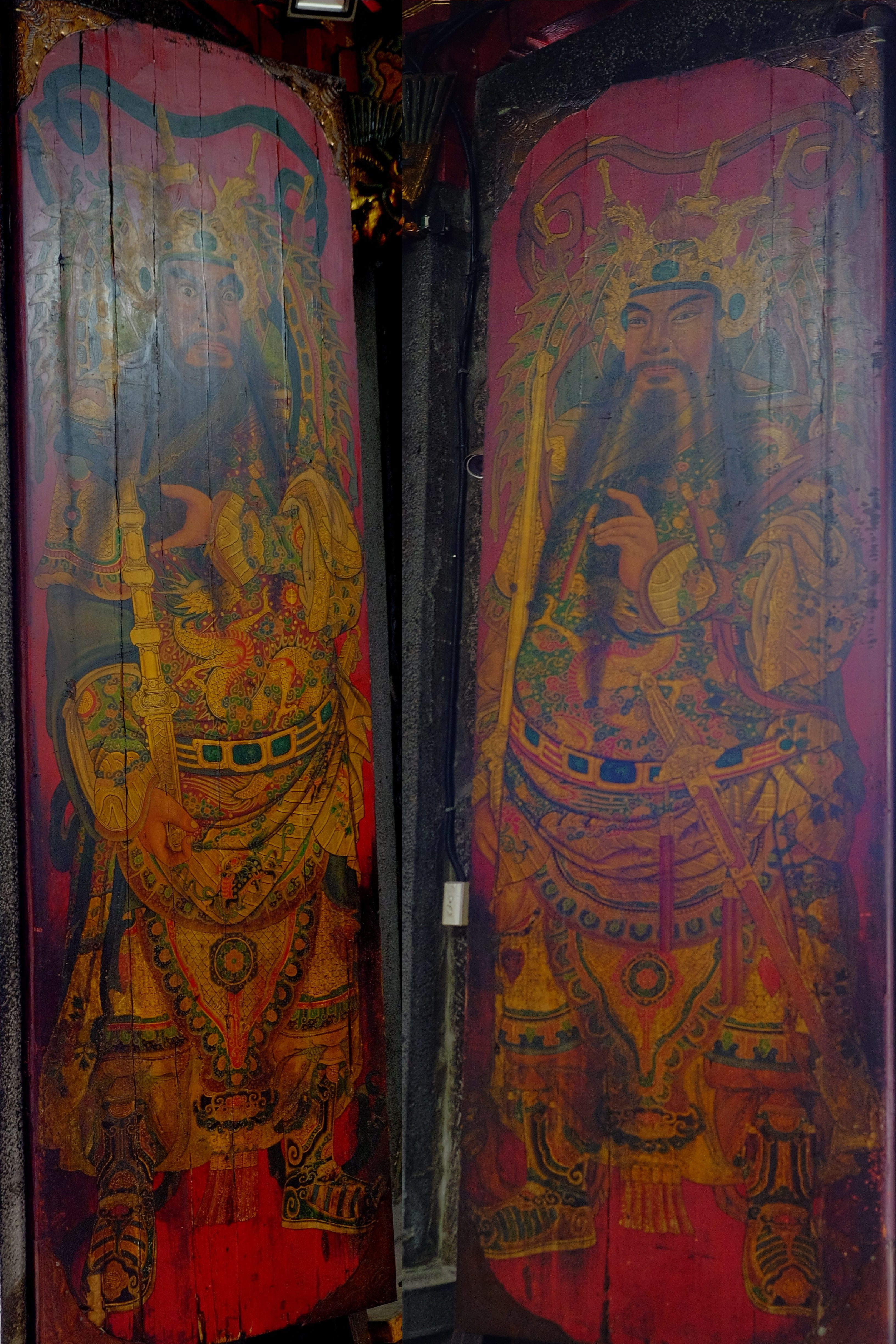
陳玉峰繪製門神
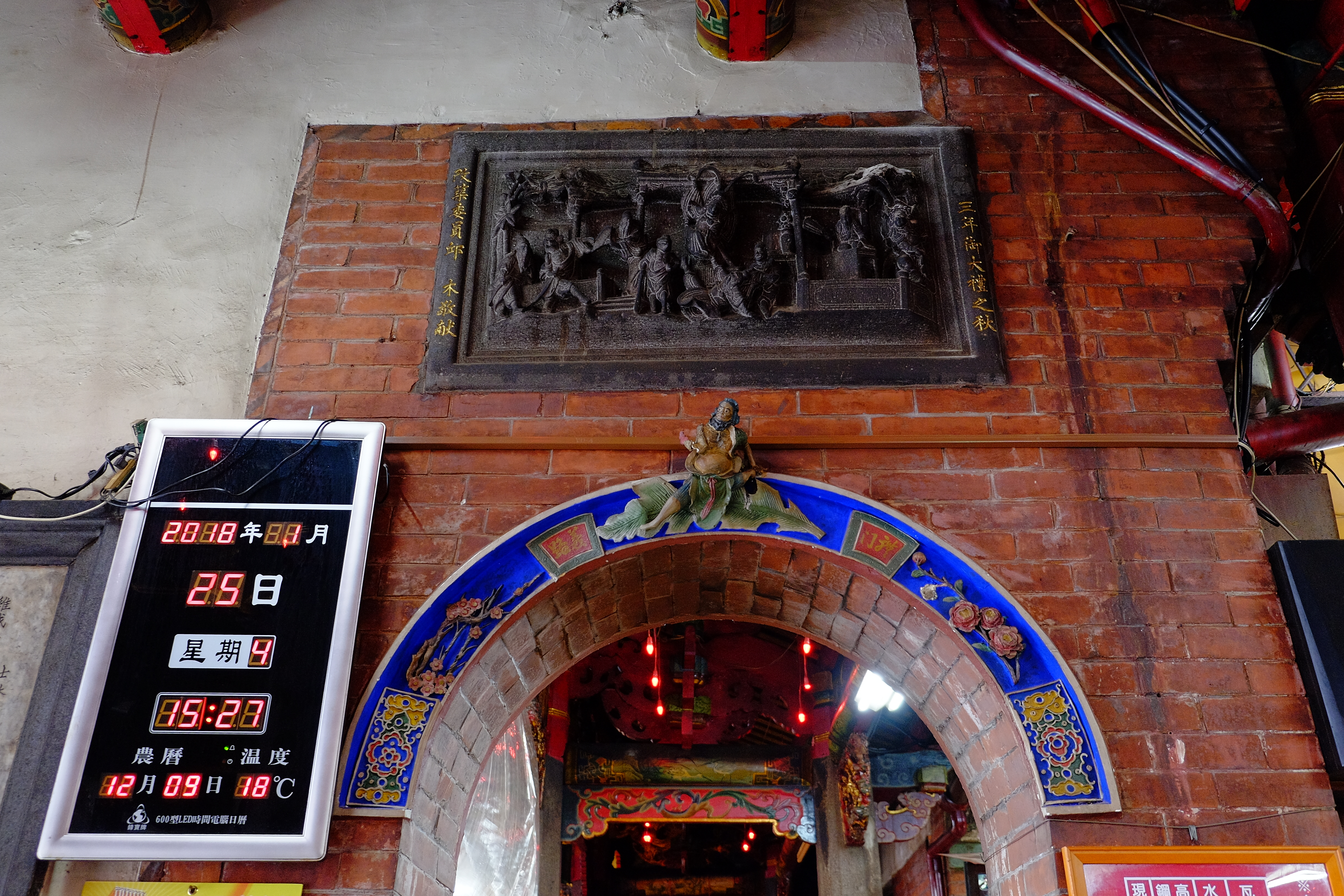
大殿東側李鐵拐

## 參見

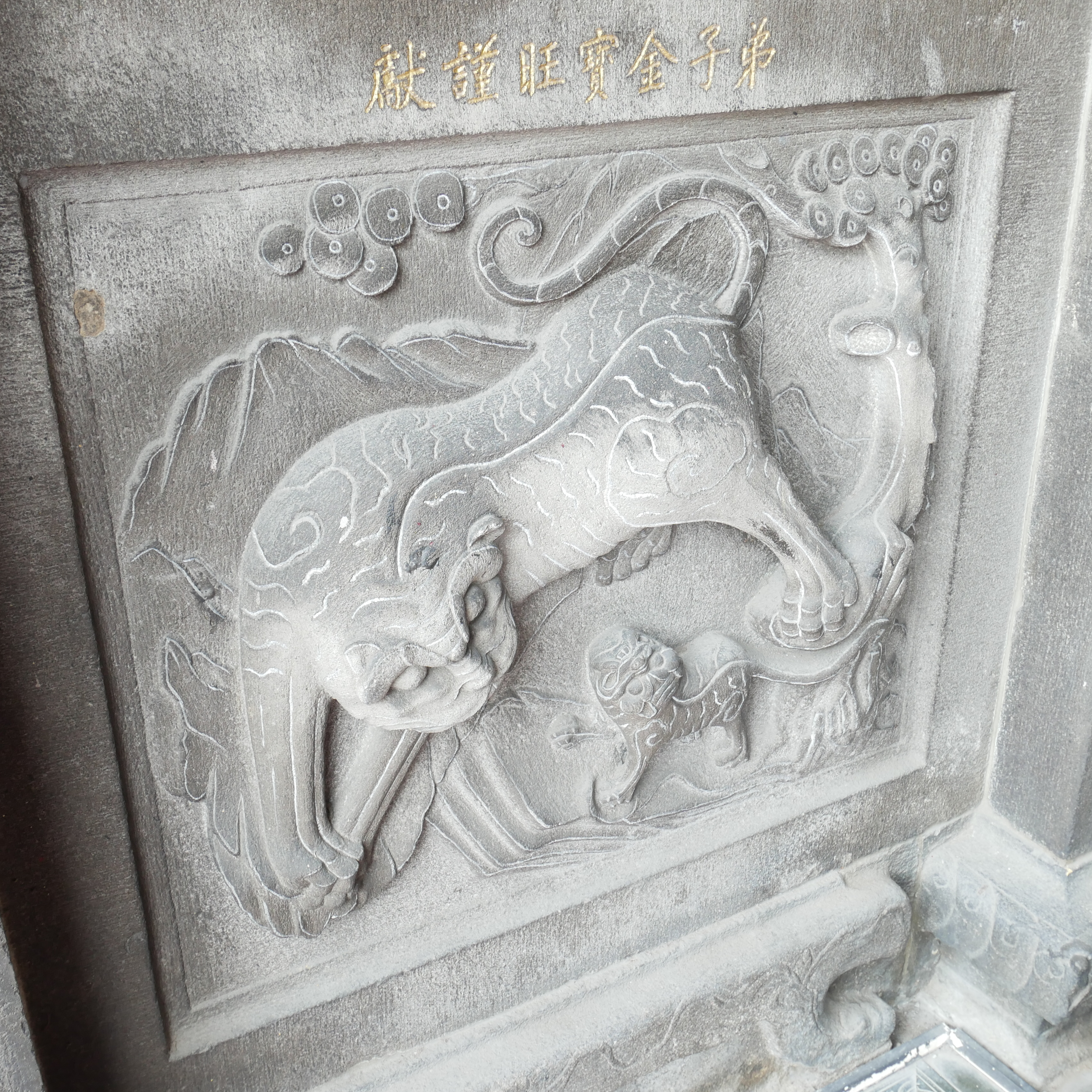
三川殿裙堵浮雕

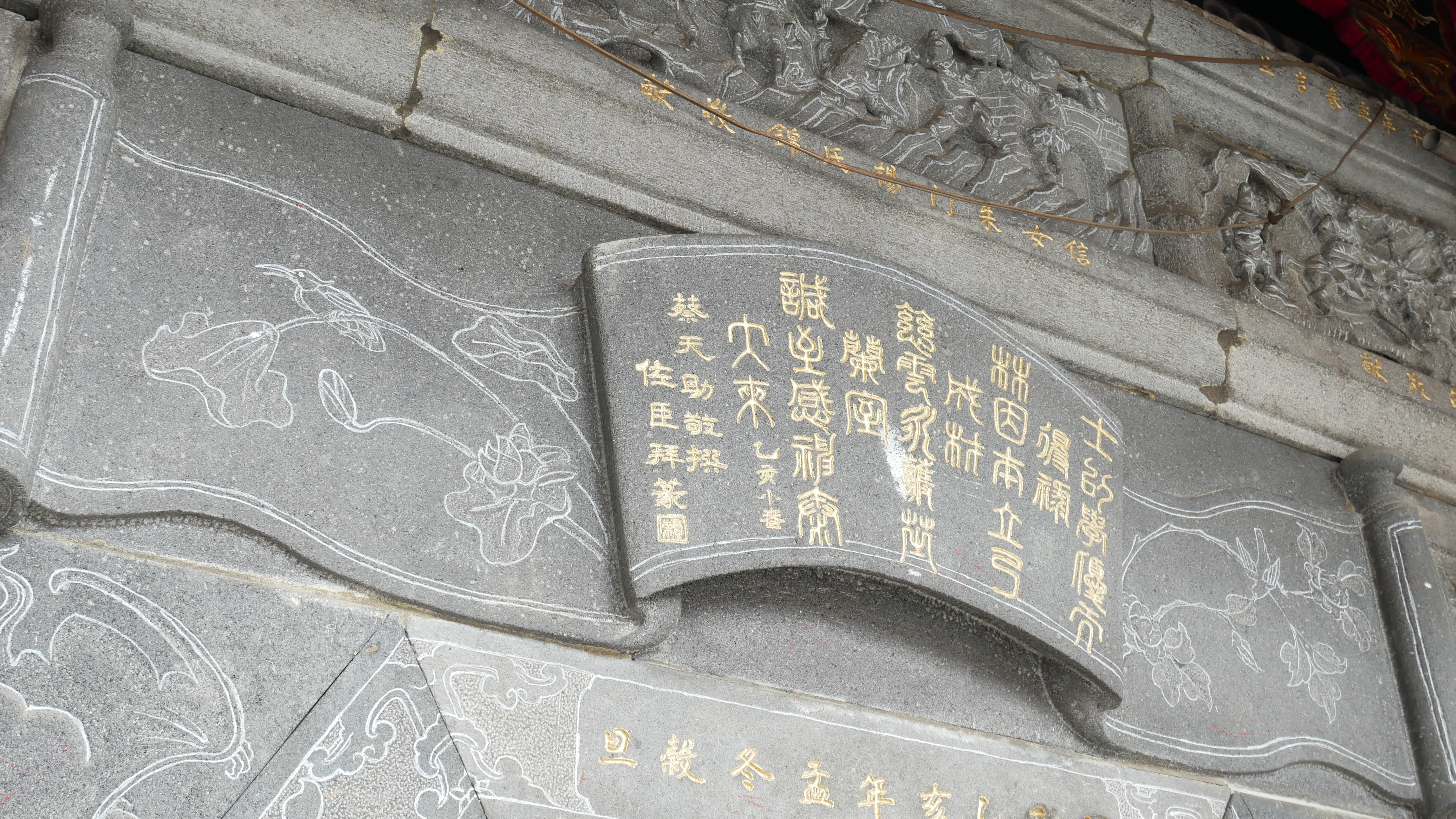
右次間書卷石雕

## 外部連結
- 官方网站 （页面存档备份，存于）
- 台北市士林慈諴宮的Facebook專頁
- 士林慈諴宮—文化部文化資產局 （页面存档备份，存于）
- 慈諴宮—臺北旅遊網